# Veronica densiflora
Veronica densiflora là một loài thực vật có hoa trong họ Mã đề. Loài này được Ledeb. miêu tả khoa học đầu tiên năm 1829.